# Frugtlegeme
Et frugtlegeme er en specialiseret struktur af hyfer som nogle svampe har til at omgive og danne det væv, kaldet teleomorfer, som med meiose danner svampens haploide meiosporer. Frugtlegemet sørger dels for at der bliver produceret mange sporer, og dels for at de kan spredes effektivt.
For nogle svampe er frugtlegemet den eneste del som er synlig, og den del som bruges til at identificere svampen.
Piskesvampe og koblingssvampe har ikke frugtlegemer, men danner meiosporerne direkte på myceliet. Hovedparten af sæksvampene og basidiesvampene har veldefinerede frugtlegemer, men der er undtagelser. Bl.a. har nogle gærsvampe ikke frugtlegemer.
Formen er tilpasset til at sprede sporerne så meget som muligt. Sæksvampe kan ofte nemt skyde sporerne 5-10 cm op i luften. Basidiesvampe skyder højst deres sporer 1-2 mm væk, men har til gengæld ofte en stok som hæver frugtlegemet op i luften. Mange arter, især basidiesvampe, har foldede strukturer med stor overflade så de kan få frigivet særlig mange sporer til luften under frugtlegemet. Det kan være i form af pigge, rynker, lameller eller andre former. Underjordiske trøfler er tilpasset til dyrespredning. De afgiver en stærk lugt som tiltrækker dyr som kan grave dem op.

## Frugtlegemer hos sæksvampe
Hos sæksvampe dannes meiosporerne i sporesække (kaldet asci i flertal, ascus i ental). Teleomorfen dannes ved sammensmeltning af haploide hyfer til en celle, kaldet ascogonie, der som regel indeholder adskillige haploide kerner. Fra ascogoniet vokser dikaryotiske hyfer, kaldet ascogene hyfer, hvorfra sporesækkene dannes. Hos de fleste sæksvampe er er sporesækkene placeret i frugtlegemer. Sporesækkene er normalt anbragt i palisadelignende strukturer som hedder hymenier der foruden sporesækkene også indeholder sterile celler. Man skelner hos sæksvampe mellem frugtlegemer med udvendige hymenier (apotecier) og frugtlegemer med indvendige hymenier (cleistothecier, perithecier og pseudothecier):
- Apotecier: Her er hymenierne anbragt udvendigt på frugtlegemet som ofte er bæger-, skive- eller topformede. Der kan være over 200.000 sporesække pr. kvadratcentimeter. Disse kan ofte aktivt skyde deres sporer ud i en lille sky ved at lave overtryk, typisk på 10-30 atmosfærers tryk, og så åbne toppen af sporesækkene.
- Cleistothecier: Sporesækkene er i midten af frugtlegemet som normalt er meget lille, under 1/4 mm, og kugleformede uden åbning
- Perithecier: Sporesækkene er i midten af frugtlegemet som er lidt større, op til et par mm, og kugle- eller pæreformede med en åbning i toppen
- Pseudothecier: Kan overfladisk ligne perithecier, men her vokser sporesækkene først ud når resten af frugtlegemet er lavet.

Eksempler på frugtlegemer hos sæksvampe
- Diagram af et apotecium
- Granfrynseskive (Lachnellula subtilissima) på almindelig ædelgran
- Spiselig morkel (Morchella esculenta)
- Perigordtrøffel (Tuber melanosporum)
- Udbredt Bægersvamp (Peziza repanda)
- Cleistothecier som frigiver sine sporer
- Diagram af perithecie
- Perithecier hos Nectria

## Frugtlegemer hos basidiesvampe
Basidiesvampe har mange forskellige udformninger af deres frugtlegeme. Det kan bl.a. være kølleformet som hos køllesvampe og formet som en paddehat med hymenier på undersiden af hatten.
Eksempler på frugtlegemer hos basidiesvampe
- Almindelig kantarel (Cantharellus cibarius)
- Brunstokket rørhat (Boletus badius)
- Foranderlig skælhat (Kuehneromyces mutabilis)